# Simultanagnosie
Die Simultanagnosie ist eine Funktionsstörung des Sehens. Es besteht eine extreme Einengung der visuellen Aufmerksamkeit auf einzelne Teilaspekte komplexer Bilder, sodass diese nicht im Ganzen aufgefasst werden können.